# (35577) 1998 HZ26
1998 HZ26 (asteroide 35577) é um asteroide da cintura principal. Possui uma excentricidade de 0.08809850 e uma inclinação de 5.46997º.
Este asteroide foi descoberto no dia 21 de abril de 1998 por Spacewatch em Kitt Peak.